# Le Tampon
Le Tampon é uma comuna francesa no departamento ultramarino de Reunião. Estende-se por uma área de 165.43 km², e possui 37.274 habitantes, segundo o censo de 2018, com uma densidade de 480 hab/km².